# Петар Ненадић
Петар Ненадић (Београд, 28. јун 1986) бивши је српски рукометаш и државни репрезентативац.

## Клупска каријера
Каријеру је почео у Црвеној звезди. За црвено-беле је наступао од 2003. до 2007. године, освојио три шампионске титуле (2004, 2006. и 2007. године) и Куп 2004. године.
Током 2007. године Ненадић је прешао у Барселону, за коју је играо у сезони 2007/08. У дресу мађарског Пик Сегеда наступао је од 2008. до 2010. године, а боје данског Холстеброа је бранио од 2010. до 2012. године када је прешао у пољску Вислу из Плоцка, а у сезони 2013/14. је за овај клуб постигао 69 голова у Лиги шампиона, што му је најбољи учинак у елитном такмичењу. У сезони 2014/15. пружио је запажене игре у дресу Берлина са којим је освојио Куп ЕХФ, где је у финалу против Хамбурга (30:27) остварио учинак од по шест голова и асистенција. Сезону 2015/16 завршио је као најбољи стрелац Бундеслиге.
У децембру 2017. потписао је за мађарски Веспрем. Иако је требало да напусти екипу Веспрема по истеку уговора на крају 2022/23. сезоне то се догодило пар месеци раније. Наиме, Ненадић је прво суспендован из екипе, а затим је клуб на званичном сајту обавестио јавност да је уговор раскинут, како пише, на обострану сагласност. Ненадић је са Веспремом освојио једну титулу првака Мађарске, три национална Купа и три СЕХА лиге. На 208 мечева, дао је 803 гола.
Почетком марта 2023. године потписао је за француски Париз Сен Жермен. Током исте године наступао је и у Саудијској Арабији за Ал Халиџу. У јуну 2024. објавио је да завршава играчку каријеру.

## Репрезентација
Ненадић је био члан кадетске репрезентације Србије и Црне Горе која је 2004. године освојила златну медаљу на Европском првенству у Београду. Са истом селекцијом је поновио успех и следеће године када је освојено злато на Светском првенству у Катару. Освојио је и златну медаљу на Медитеранским играма 2009. у Пескари.
Са сениорском репрезентацијом Србије је освојио сребрну медаљу на Европском првенству 2012. године у Србији. За национални тим је играо на пет Европских првенстава (2010, 2012, 2014, 2016. и 2018) као и на Светском првенству 2013. године.
Од репрезентације се опростио у фебруару 2022. године.

## Приватно
Петар Ненадић потиче из рукометне породице. Његов отац Велибор је такође био рукометаш и капитен Црвене звезде током седамдесетих и осамдесетих година прошлог века, а мајка Драгица Лечић-Ненадић у дресу КК Црвена звезда освојила је две титуле првака државе и два купа, а такође је била члан екипе која је освојила Лигу шампиона 1979. године. Петров брат Драшко такође је рукометаш.
Петар Ненадић је ожењен одбојкашицом Јеленом Николић.